# Sissa

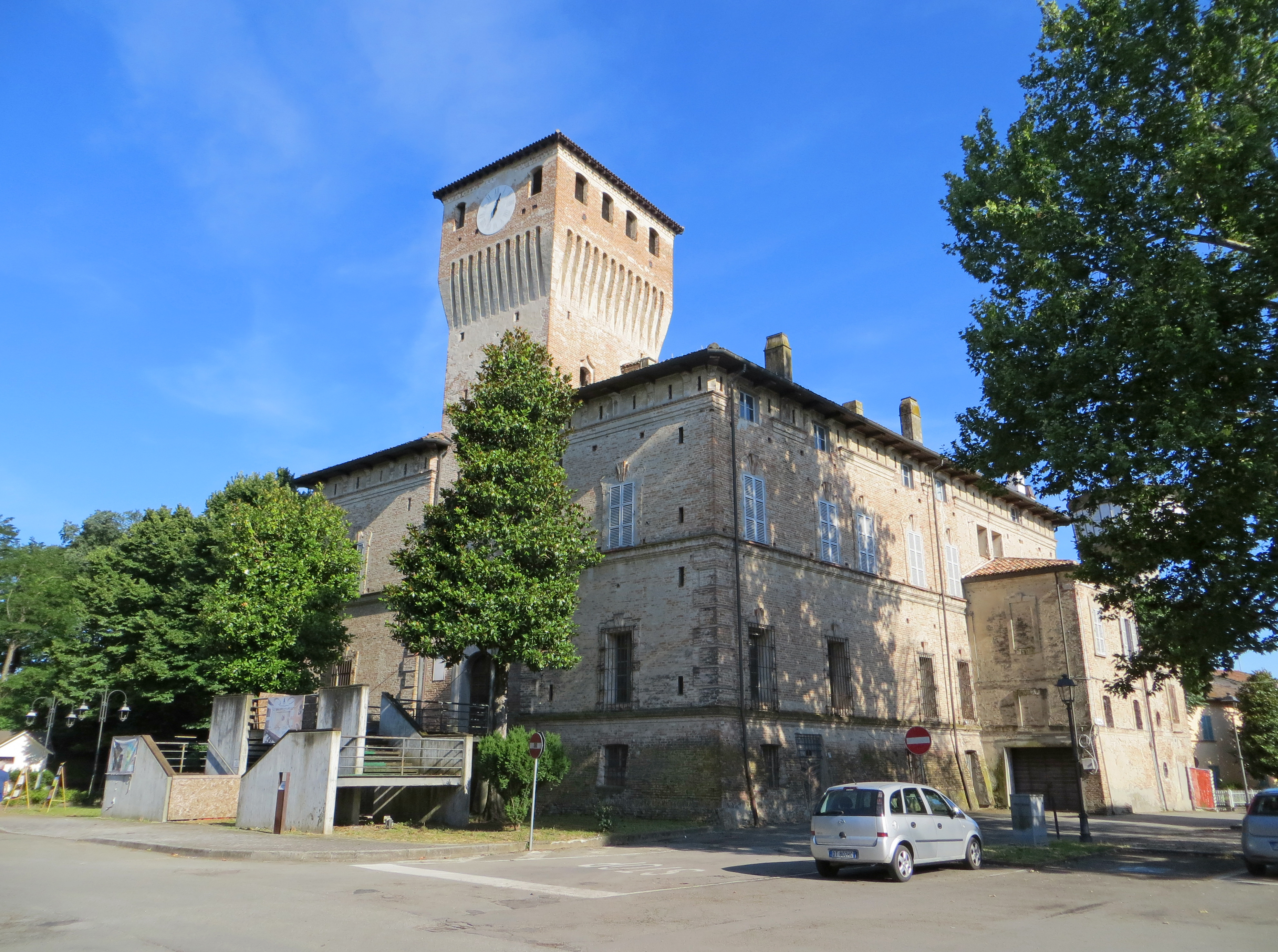
Sissa

Sissa là một đô thị ở tỉnh Parma ở vùng Emilia-Romagna, Italia, tọa lạc cách khoảng 100 km về phía tây bắc của Bologna và khoảng 20 km về phía tây bắc của Parma.
Sissa tiếp giáp các đô thị sau đây: Colorno, Gussola, Martignana di Po, Roccabianca, San Secondo Parmense, Torricella del Pizzo, Torrile, Trecasali.

## Điạn điểm nổi bật
- Rocca dei Terzi